# ケンタウルス座シグマ星
ケンタウルス座σ星（ケンタウルスざシグマせい、σ Centauri、σ Cen）は、ケンタウルス座の恒星である。見かけの等級は3.91と、肉眼でみることができる明るさである。ケンタウルス座σ星までの距離は、約368光年と推定される。

## 特徴
ケンタウルス座σ星は、B型主系列星で、スペクトル型はB2 Vと分類される。表面の有効温度は、約20320 Kと求められ、光度は太陽のおよそ2300倍と見積もられる。質量は太陽のおよそ7.8倍で、自転速度は169 km/s以上、年齢は1600万年程度と推定されている。ケンタウルス座σ星は、化学特異星の一つで、ヘリウム過剰星に分類されている。赤外線天文衛星IRASの観測から、残骸円盤を持つ恒星の候補とされ、ヴェガ型星に位置づけられたが、スピッツァー宇宙望遠鏡の観測では赤外超過は検出されていない。
ケンタウルス座&siigma;星は、固有運動がさそり座-ケンタウルス座OBアソシエーションと共通していることから、そのアソシエーションの一部、中でも下部ケンタウルス座・みなみじゅうじ座領域に属する恒星の一つであると考えられる。
ケンタウルス座σ星では、可視光干渉計による観測で、伴星の候補がみつかっている。伴星候補は北に約88ミリ秒離れた位置にあり、明るさは2から3等級暗い。実際に連星であるならば、連星間距離はおよそ12 au以上、伴星質量は主星の37%程度と見込まれる。

## 名称
中国ではケンタウルス座σ星は、倉庫とやぐらを意味し、兵士や武具を司る役所を表すともされる庫樓（拼音: Kù Lóu）という星官を、ケンタウルス座ζ星、η星、θ星、g星、d星、f星、γ星、τ星、HD 107931と共に形成する。ケンタウルス座σ星自身は、庫樓十（拼音: Kù Lóu shí）すなわち庫楼の10番星といわれる。